# Clementino de Almeida Lisboa
Clementino de Almeida Lisboa (Belém, 23 de janeiro de 1878 — Rio de Janeiro, 7 de março de 1957) foi um político brasileiro. Exerceu o mandato de deputado federal constituinte pelo Pará em 1934.

## História familiar
Nascido no norte brasileiro, Clementino de Almeida Lisboa era filho de Clementino José Lisboa e de Luísa Amazonas de Almeida Lisboa. João Caetano Lisboa era seu avô paterno. O outro filho de João Caetano, João Francisco Lisboa, foi importante na inovação da historiografia brasileira.
Já o tio de Clementino, pelo lado materno, Tito Franco de Almeida foi advogado e governante do império brasileiro. 

## Trajetória e vida pública
Em Belém, no Pará, Clementino realizou os estudos básicos no Colégio Americano. Já os estudos de ciências humanas foram cursados na Europa, nas cidades de Lisboa, capital de Portugal e Paris, capital da França. Retornando ao Brasil, concluiu o curso de Direito pela Faculdade de Direito de Recife, no ano de 1900. 
Sua trajetória política teve início quando atuou na divulgação da Reação Republicana. Tal movimento promoveu, durante os anos de 1921 e 1922, a promoção de Nilo Peçanha na busca para se tornar Presidente da República. Este, se opôs a Artur Bernardes, que acabou sendo eleito no mês de maço de 1922. No ano de 1926, Clementino disputou uma vaga  na Câmara dos Deputados como candidato pelo estado do Pará, com o título de postulante avulso contestante, mas sua candidatura não obteve sucesso.
Foi participativo durante a campanha da Aliança Liberal, uma mobilização política que foi suporte para as candidaturas de João Pessoa e Getúlio Vargas para Vice-Presidente e Presidente da República no ano de 1929.Tal candidatura foi lançada como oposição à situação, composta por Júlio Prestes-Vital Soares. No entanto, foram derrotados no mês de março de 1930. Embora a derrota, os aliancistas coordenaram uma movimentação que, surgiu repentinamente em 3 de outubro do mesmo ano, e derrubou no dia 24 de outubro o então presidente Washington Luís, instaurando uma nova direção no país.
Clementino se tornou secretário da Fazenda do Estado do Pará, e pouco depois secretário geral do Estado durante o governo de Joaquim Magalhães Cardoso Barata, durante os anos de 1930 e 1935. No mesmo cargo, no ano de 1930, sobrepôs interinamente o interventor federal do governo durante pouco tempo. Também assumiu, o comando da delegação executiva, no estado do Pará, do Partido Liberal (PL).
Se isentou da função de secretário geral no ano de 1933 para se tornar candidato na Assembléia Nacional Constituinte pelo Partido Liberal e pelo estado do Pará, conseguindo um mandato durante as eleições que ocorreram em maio do mesmo ano. No mês de novembro de 1933, assumiu sua cadeira e foi escolhido como o terceiro secretário da própria Assembléia, além de participar da Comissão de Polícia. Nesta, Clementino tinha função de simplificar os trabalhos da Constituinte, que eram extensamente aprovadas pelo plenário em março de 1934.
Após a proclamação da nova Carta, em 16 de julho de 1934, Clementino foi beneficiado e teve seu mandato estendido até maio do ano posterior, quando se dava início uma nova legislatura.Durante a eleição que ocorreu no mês de outubro de 1934, reelegeu-se como Deputado Federal pelo estado do Pará, utilizando-se da legenda do PL. Teve seu mandato cumprido até 10 de novembro do ano de 1937, quando o surgimento do Estado Novo extinguiu as entidades legislativas do Brasil.

## Vida após a política
Em 1949, Clementino se tornou administrador do Banco da Amazônia e participante do Instituto dos Advogados, além do Instituto Histórico e Geográfico do Pará. Também se tornou diretor do Banco Comercial do estado do Pará, além da Associação Comercial. 

Clementino tinha como esposa Dora Chermont Lisboa e teve dois filhos, um deles o embaixador Frederico de Chermont Lisboa. Faleceu no estado do Rio de Janeiro no ano de 1957, em 7 de março.